# Biskupice (Brudzeń Duży)
Pour les articles homonymes, voir Biskupice.
Biskupice (prononciation : [biskuˈpit͡sɛ]) est un village polonais de la gmina de Brudzeń Duży dans le powiat de Płock de la voïvodie de Mazovie dans le centre-est de la Pologne.

## Histoire
De 1975 à 1998, le village appartenait administrativement à la voïvodie de Płock.